# احد المسارحة
احد المسارحة (به عربی: أحد المسارحة) یک منطقهٔ مسکونی در عربستان سعودی است که در استان جازان واقع شده‌است.